# 1961 у Миколаєві
| Роки в Миколаєві ← • 1901 • 1902 • 1903 • 1904 • 1905 • 1906 • 1907 • 1908 • 1909 • 1910 • 1911 • 1912 • 1913 • 1914 • 1915 • 1916 • 1917 • 1918 • 1919 • 1920 • 1921 • 1922 • 1923 • 1924 • 1925 • 1926 • 1927 • 1928 • 1929 • 1930 • 1931 • 1932 • 1933 • 1934 • 1935 • 1936 • 1937 • 1938 • 1939 • 1940 • 1941 • 1942 • 1943 • 1944 • 1945 • 1946 • 1947 • 1948 • 1949 • 1950 • 1951 • 1952 • 1953 • 1954 • 1955 • 1956 • 1957 • 1958 • 1959 • 1960 • 1961 • 1962 • 1963 • 1964 • 1965 • 1966 • 1967 • 1968 • 1969 • 1970 • 1971 • 1972 • 1973 • 1974 • 1975 • 1976 • 1977 • 1978 • 1979 • 1980 • 1981 • 1982 • 1983 • 1984 • 1985 • 1986 • 1987 • 1988 • 1989 • 1990 • 1991 • 1992 • 1993 • 1994 • 1995 • 1996 • 1997 • 1998 • 1999 • 2000 • → |

1961 у Миколаєві — список важливих подій, що відбулись у 1961 році в Миколаєві. Також подано перелік відомих осіб, пов'язаних з містом, що народились або померли цього року, отримали почесні звання від міста.

## Події

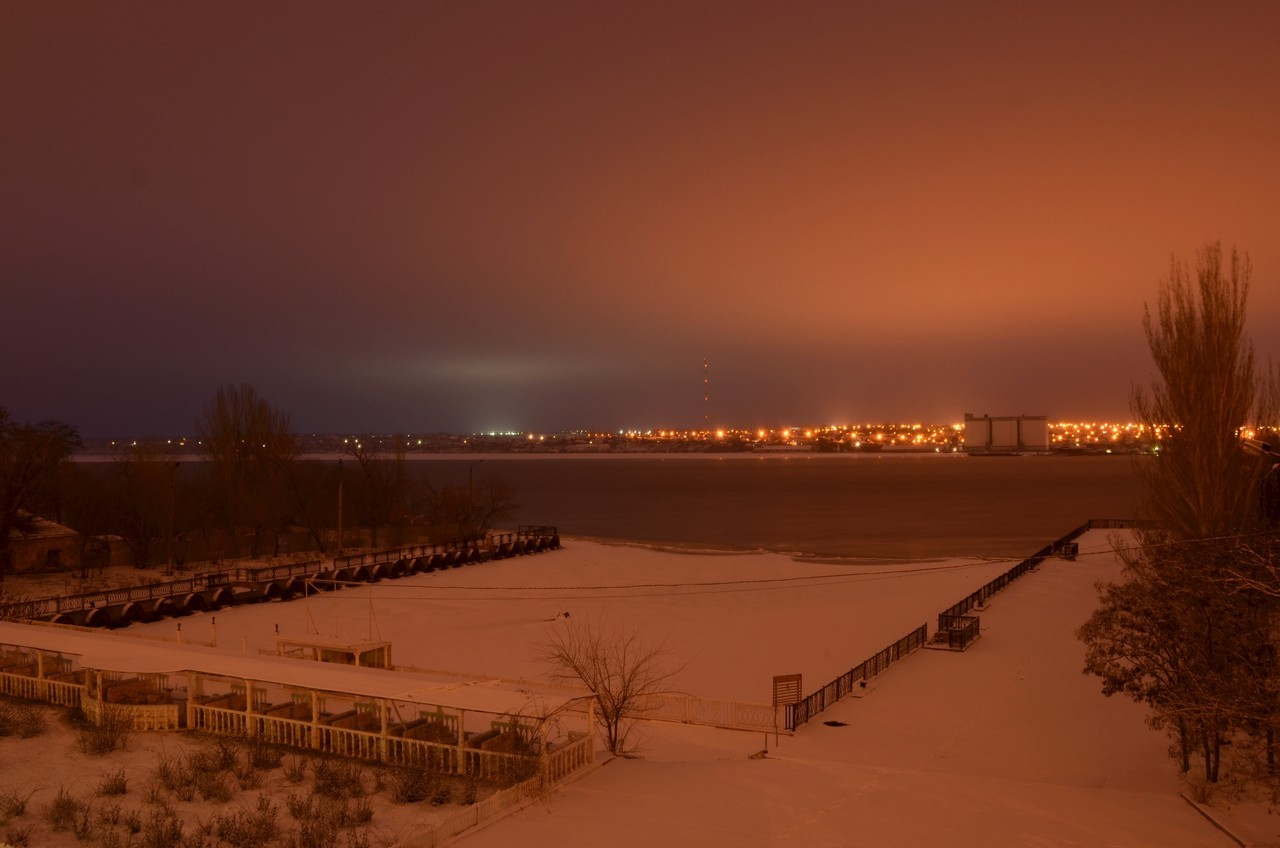
Вид на Варварівку з берега Бузького лиману в Миколаєві

- Рішенням виконкому Миколаївської обласної Ради депутатів трудящих від 20 січня 1961 р. смт Варварівка Варварівського району Миколаївській області включено до смуги міста Миколаєва з підпорядкуванням території селища Центральній районній Раді[1].
- Рішенням виконкому Миколаївської обласної Ради депутатів трудящих від 20 січня 1961 р. село Балабанівку Жовтневого району включено в смугу міста Жовтневе того ж району. Тим же рішенням від 20 січня 1961 р. селище міського типу Жовтневе Жовтневого району віднесено до категорії міст районного підпорядкування.[1] У свою чергу 22 грудня 1973 року згідно з Указом Президії Верховної Ради Української РСР № 2314-VIII місто Жовтневе Жовтневого району включене до складу міста Миколаїв у новостворений Корабельний міський район.[2]
- Сталінський район Миколаєва перейменований на Ленінський, який у 2015 році в рамках декомунізації перейменований на Інгульський.

## Особи

### Очільники
- Голова виконавчого комітету Миколаївської міської ради — Никифор Парсяк змінив на посаді Костянтина Каранду.
- 1-й секретар Миколаївського міського комітету КПУ — Володимир Васляєв змінив на посаді Федора Ященка.

### Народились
- Андрієвський Сергій Михайлович (нар. 5 серпня 1961, Миколаїв) — український астроном, доктор фізико-математичних наук, професор, дійсний член Академії наук вищої школи України.
- Антипенко Ірина Вікторівна (нар. 9 травня 1961, Бахмут) — депутат Верховної Ради України 5 скликання, член Комітету з питань культури і духовності (з липня 2006 року), член фракції Партії регіонів (від травня 2006 року).
- Берестнєв Валентин Борисович (нар. 22 листопада 1961, Миколаїв) — український баскетболіст, Заслужений тренер України, головний тренер баскетбольної збірної України (2007).
- Бузник Анатолій Іванович (нар. 21 травня 1961, Миколаїв) — радянський та український футболіст, захисник, пізніше — тренер, з 2016 року — генеральний секретар Всеукраїнського об'єднання тренерів з футболу.
- Горбачов Віктор Сергійович (нар. 23 січня 1961, Совєтська Гавань, Хабаровський край — пом. 30 липня 2018, Миколаїв) — український політик, колишній народний депутат України.
- Защук Геннадій Сергійович (нар. 19 листопада 1948, Миколаїв) — український баскетболіст. Заслужений тренер України (1991). Заслужений працівник фізичної культури і спорту України. Головний тренер національної чоловічої збірної команди України (2000—2005).
- Луста Володимир Вікторович (нар. 8 січня 1961, місто Снігурівка Миколаївської області — пом. 6 лютого 2018, село Партизанське Вітовського району Миколаївської області) — український діяч, колишній голова Миколаївської обласної ради (2015 р.).
- Махиня Юрій Олександрович (нар. 1 січня 1961, Миколаїв) — колишній радянський та український футболіст.
- Морозов Сергій Миколайович (нар. 15 січня 1961, Жданов) — радянський та український футболіст, нападник. У складі клубу «Суднобудівник»/«Евіс» провів 89 матчів, забив 37 голів.
- Парастаєв Сергій Володимирович (нар. 26 вересня 1961, Руставі, Грузинська РСР) — [радянський та український футболіст, нападник, а згодом — півзахисник. У складі клубу «Суднобудівник» провів 151 матч, забив 12 голів.
- Покиданець-Мазурок Ірина Іванівна (нар. 30 травня 1961, Миколаїв) — радянська та українська художниця-графік і педагог. Членкиня Національної спілки художників України (1995).
- Русу Віктор Петрович (нар. 23 березня 1961) — радянський та молдовський футболіст, захисник. У складі клубу «Суднобудівник» провів 122 матчі, забив 3 голи.
- Торхов Олексій Валентинович (нар. 28 лютого 1961) — український російськомовний поет і публіцист.
- Федорчук Олег Вікторович (нар. 10 лютого 1961, Коростень) — колишній радянський футболіст, що виступав на позиції захисника та півзахисника у низці українських клубів другої ліги. По закінченні кар'єри футболіста — український футбольний тренер. У складі клубу «Суднобудівник» провів 28 матчів, забив 1 гол. У 2013—2015 — головний тренер МФК «Миколаїв».
- Якубовський Володимир Іванович (нар. 15 січня 1961, Миколаїв — пом. 27 червня 2022, Миколаїв) — український художник, живописець, графік, скульптор.
- Якубовський Олег Іванович (нар. 8 серпня 1961, Миколаїв) — український колекціонер, реставратор, підприємець. Власник і директор «Музею Якубовських» у Києві.